# Jonas Herold
Jonas Herold (* 17. März 1995 in Herford) ist ein deutscher Basketballspieler.

## Laufbahn
Herold spielte in der Nachwuchsabteilung der BBG Herford und wechselte als Jugendlicher zu den Paderborn Baskets. 2012 ging er nach Bremerhaven, spielte bei der BSG Bremerhaven in der 2. Regionalliga sowie in der Jugend des Bundesligisten Eisbären Bremerhaven, ehe er im Winter 2013 nach Ostwestfalen zurückkehrte und für den Rest der Saison 2013/14 für den Regionalligisten TV 1864 Salzkotten auflief.
Ab 2014 war Herold wieder in Herford als Spieler tätig, nun in der Herrenmannschaft in der 2. beziehungsweise ab 2015 in der 1. Regionalliga. Im Januar 2016 wechselte der Flügelspieler von Herford zu den Crailsheim Merlins und verstärkte dort bis 2017 die zweite Herrenmannschaft. In der Sommerpause 2017 wurde er von den White Wings Hanau unter Vertrag genommen, wechselte damit in die 2. Bundesliga ProA.
Nach einem Jahr in Hanau zog Herold im Vorfeld des Spieljahres 2018/19 zum ProA-Aufsteiger Artland Dragons in die niedersächsische Kleinstadt Quakenbrück weiter. Er spielte bis 2021 für die Mannschaft.